# Steve Steigman
Steve Steigman est un photographe américain des années 70. L'une de ses photos les plus célèbres est sûrement celle utilisée pour une publicité de la fin des années 70, pour les cassettes audio Maxell, dans laquelle on pouvait voir un homme de profil, assis dans un fauteuil, soufflé par le son de sa stéréo. Cette image est surnommée "Blow-Away Guy".

## Créations
Blow-Away Guy